# LG webOS
Open webOS — встраиваемая открытая операционная система, основанная на ядре Linux и предназначенная для умных телевизоров. Раньше предназначалась для смартфонов, интернет-планшетов и интеллектуальной бытовой техники. В сентябре 2012 года HP представила в свободном доступе исходные коды webOS, таким образом ОС стала относиться к разряду открытого программного обеспечения (как и ОС Google Android).
Изначально была разработана компанией Palm и представлена 8 января 2009 года под наименованием Palm webOS.
С 2010 по 2012 год поддерживалась и разрабатывалась компанией Hewlett-Packard (в результате поглощения Palm).
С 2013 года поддерживать и разрабатывать webOS вместе с открытым сообществом разработчиков будет компания LG Electronics.
В webOS особое внимание уделено интеграции с социальными сетями и Web 2.0, а также многозадачности.

## Особенности
Open webOS оптимизирована для работы с устройствами, оснащёнными сенсорным экраном. ОС включает стандартное программное обеспечение для организации работы с личной информацией.
Основной отличительной особенностью webOS является способность программ, написанных на HTML и JavaScript, обращаться к системным функциям операционной системы.

## Разработка программного обеспечения
Разработчики программного обеспечения для webOS используют среду разработки webOS SDK и API-интерфейс для веб-приложений.
Для программирования широко используются технологии HTML5, JavaScript и CSS (аналогичный подход используется в Firefox OS).
Доступ к аппаратной части устройства обеспечивается с использованием скриптового языка JavaScript.
Также существует официальная среда PDK, которая позволяет портировать (переносить) программы, отдельные компоненты и целые компьютерные игры, написанные на языках C или C++.
Во встроенном браузере используется движок WebKit и JavaScript-движок V8.

## История создания webOS
В 2004 году компания PalmSource, разработчик Palm OS, объявила о том, что следующая версия Palm OS будет являться графической надстройкой над ядром Linux (проект Palm OS on Linux). Также обещалась бинарная поддержка приложений, написанных для предыдущих версий Palm OS, через использование эмулятора.
В мае 2005 года PalmSource продала права на название Palm компании palmOne — производителю смартфонов, а сама стала частью японской компании Access. И новая версия операционной системы, основанная на ядре Linux, стала называться ALP (Access Linux Platform).
В декабре 2006 года Palm (новое «старое» название компании palmOne) за 44 млн долл. приобрела у Access бессрочную лицензию на исходный код Palm OS 5.4 Garnet, позволяющую ей модифицировать и использовать её в любых своих мобильных устройствах. Однако Palm отказалась от лицензирования Access Linux Platform и начала разработку собственной версии операционной системы, основанной на ядре Linux. Вместе с тем обе компании заявили, что будут прилагать все усилия по сохранению программной совместимости с продуктом Access.
8 января 2009 года на выставке CES в Лас-Вегасе была представлена новая версия операционной системы, основанная на ядре Linux, названная Palm webOS, а также анонсирован первый смартфон, в котором будет применена данная ОС — Palm Pre (для американского рынка).
11 февраля на конференции инвесторов Эд Коллиган отметил, что Palm больше не будет выпускать продуктов на основе старой Palm OS, и все усилия компании будут направлены на развитие платформы Palm webOS.
Также Palm выпустила эмулятор Palm OS для webOS — Classic. Он позволит использовать имеющееся программное обеспечение для Palm OS в новой операционной системе.
В 2010 году на выставке CES компания Palm объявила об усовершенствовании платформы webOS. Результатом проведенных работ стала возможность появления на устройствах под управлением этой операционной системой серьёзных игровых приложений. В частности, на выставке были показаны такие игры, как The Sims 3, Need for Speed: Undercover, FIFA 2010 и другие.
29 апреля 2010 года фирма Hewlett-Packard приобрела фирму Palm за 1,2 млрд долл. вместе с её webOS. Сообщалось, что HP не бросит платформу webOS и займется её развитием и выпуском устройств на её основе.
25 июля генеральный директор Palm Джон Рубинштейн, перешедший в HP после приобретения HP компании Palm, в своём интервью журналу Fortune сообщил, что релиз новой версии webOS — webOS 2.0 — состоится в четвёртом квартале 2010 года.
19 октября HP официально представила webOS 2.0 и новый смартфон Palm Pre 2.
Вместе с этим событием произошла смена названия с Palm webOS на HP webOS.
Чуть позже компания HP объявила, что все ранее выпущенные webOS-смартфоны получат версию 2.0 в ближайшие месяцы.
9 февраля 2011 года в Сан-Франциско HP на презентации новых устройств на webOS анонсировала выход webOS 3.0. С появлением webOS 3.0 была реализована функцию Touch-to-share. Благодаря ей на экран планшета может быть выведено изображение с дисплея смартфона (HP Veer или Pre 3), для этого необходимо лишь разместить смартфон поверх планшета HP TouchPad.
9 декабря 2011 года Hewlett-Packard опубликовала пресс-релиз, в котором сообщила об освобождении операционной системы webOS и передаче её сообществу открытого программного обеспечения.
31 мая 2012 года сообщество в лице Даниела Джованнетти и Юсифа Абдуллы объявило о готовности к возрождению HP webOS в лице проекта Phoenix. В рамках этого проекта планируется продолжить поддержку WebOS после публикации её исходных кодов.
26 февраля 2013 года стало известно, что компания LG Electronics приобрела исходные коды системы и другие активы HP, относящиеся к webOS, и теперь на работу в LG перейдут все разработчики webOS, остававшиеся до сих пор в HP.
LG собирается использовать операционную систему webOS в интеллектуальных телевизорах.
В октябре 2014 года LG Electronics случайно рассказала, что готовит «умные часы» на базе WebOS.

### Участие разработчиков BeOS
В 2001 году активы компании Be Inc. были скуплены Palm за 11 млн долл., после чего была начата процедура ликвидации Be Inc.
Бывшие сотрудники Be Inc. почти в полном составе влились в коллектив Palm.
В Palm бывшие разработчики BeOS работали над версией Palm OS 6 для карманных компьютеров (наладонников), опираясь на сделанные ещё в рамках BeOS наработки операционной системы BeIA для мобильных устройств.
Palm OS 6, названная Palm OS Cobalt, вышла в свет в 2004 году, однако не было создано ни одного устройства, использующего эту ОС (не считая прототипов).
После разделения Palm на PalmOne и PalmSource, с последующим приобретением последней компанией Access, работы по разработке дальнейших версий PalmOS были прекращены и начата разработка новой ОС для устройств Palm на базе Linux.

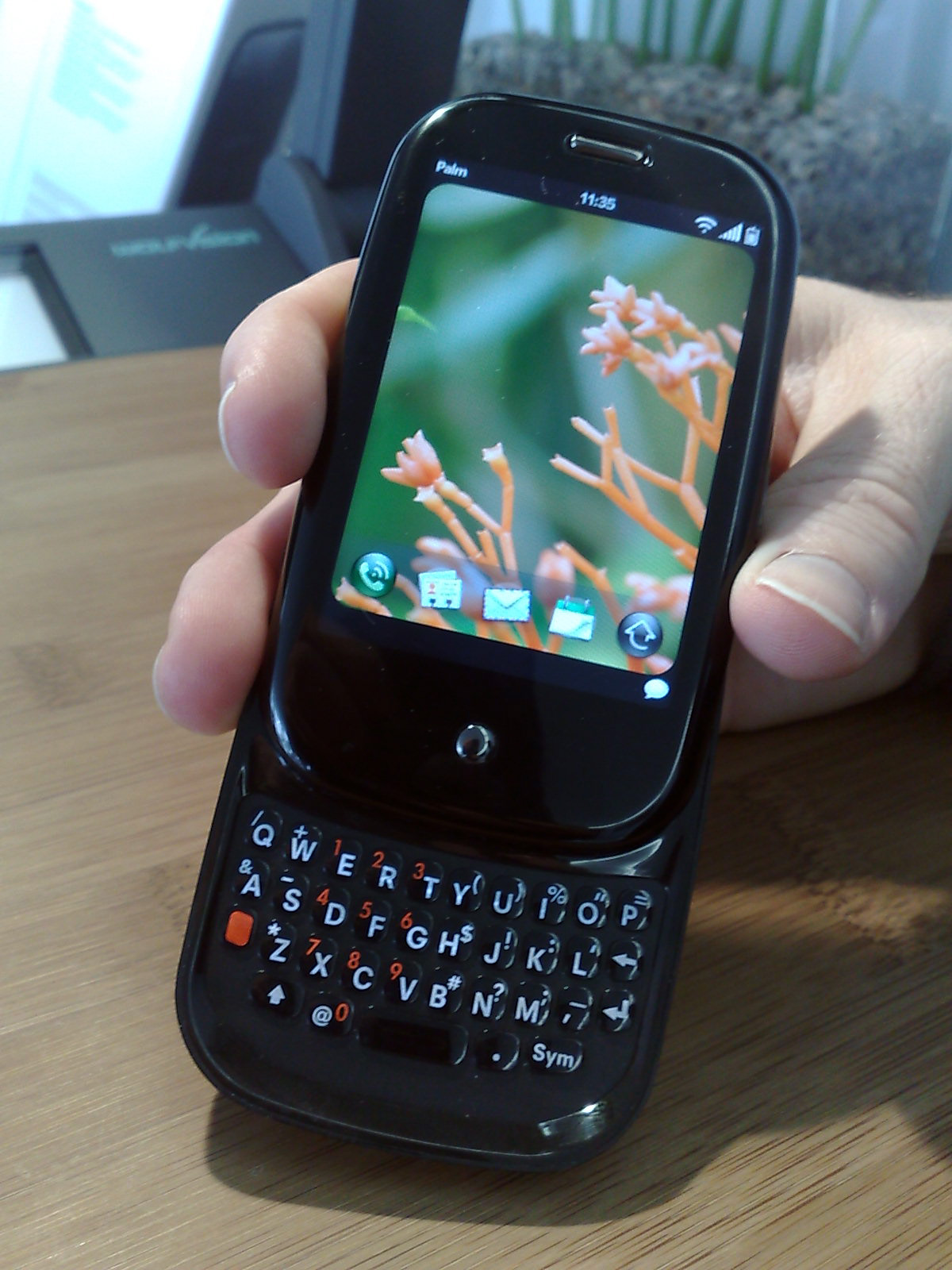
Palm Pre — первый смартфон под управлением Palm webOS

Скорее всего, часть разработчиков BeOS приняли участие в создании Palm webOS, так как новая ОС, основанная на ядре Linux и выпущенная в 2009 году, использует ту же концепцию API-интерфейса для веб-приложений, которая впервые появилась в BeIA ещё в 2000 году.

## Области применения
webOS подходит как для смартфонов, так и для планшетных компьютеров, особенно учитывая, что в данной ОС используется API-интерфейс для веб-приложений.
После приобретения Palm компанией Hewlett-Packard стало известно, что HP собирается, кроме смартфона Palm Pre, конкурирующего с iPhone, выпустить свой планшетный компьютер, конкурирующий с iPad и работающий на базе HP webOS. Позже, в феврале 2011 года, появилась новинка под именем HP TouchPad.
Кроме того, глава HP Марк Хёрд выступая на конференции заявил, что операционная система webOS позволит компании выпустить «десятки миллионов небольших веб-устройств», подключённых к Интернету, которые будут окружать человека в его повседневной жизни.